# Technomyrmex schoutedeni
Technomyrmex schoutedeni är en myrart som beskrevs av Auguste-Henri Forel 1910. Technomyrmex schoutedeni ingår i släktet Technomyrmex och familjen myror. Inga underarter finns listade i Catalogue of Life.